# Tom Naumann (Fotograf)
Tom Naumann (* 3. August 1967 in Stuttgart) ist ein deutscher Fotograf.

## Leben
Als schwäbischer Bäckerssohn geboren, studierte er Philosophie und Pädagogik. Später machte er eine Ausbildung zum Fotografen und arbeitete als Werbefotograf sowohl im Industrie- und Schmuckbereich, wie auch in der Modefotografie. 1993 begann er sich von der kommerziellen Fotografie abzuwenden und stellte in Eisenhüttenstadt erstmals Werke nach eigenen Ideen und Vorstellungen aus. Mittlerweile arbeitet er als Freischaffender Künstler und Dozent, sowie als Schulleiter (Sparte Kunst) an der Musik- und Kunstschule Bruchsal.

## Wirken
Naumann verwendet alle geläufigen digitalen und analogen Techniken und Hilfsmittel der Fotografie und des Druckes, mixt diese bewusst und provokativ oder fotografiert mit selbstgebauten Lochkameras. Zudem, wo andere die pixelgenaue Schärfe vermuten, nutzt er Chemie und Technik aus der Anfangszeit der Fotografie.
Nach Veröffentlichungen in Vogue, Cosmopolitan, Playboy usw. wurde er 2000, als erster Fotograf überhaupt, zur Pariser Kunstausstellung MAC 2000 eingeladen und ist seitdem dort regelmäßig mit seinen Bildern vertreten.
Seine Bilder hängen meist bei privaten Sammlern, wie zum Beispiel der Sammlung Fratras in Paris.

## Ausstellungen (Auswahl)
- 1993 Kulturzentrum Eisenhüttenstadt (D), Theater Pforzheim (D)
- 1994 Ludwigsburg
- 1995 Pforzheim, Halberstadt, Bretten (D)
- 1996 Schloß Gmunden (A), Nowgorod (RUS)
- 1997 Quedlinburg, Halberstadt, Bretten (D)
- 1998 Halberstadt, Ballenstedt, Bretten (D)
- 1999 Herford, Frankfurt (D), Straßburg (F)
- 2000 Bretten, Ludwigsburg, Maichingen, Landau, Wiesloch (D), MAC 2000 Paris (F)
- 2001 Bretten, Ludwigsburg (D), MAC 2000 Paris (F)
- 2002 Europe Art Paris, art millesimes Bar sur Seine, Art Metz (F), Art Fare New York, Art Plus Miami (USA)
- 2003 Vincennes, Celles, MAC 2000 Paris (F), Galerie La Louve Loftemont (B)
- 2004 Art Miami (USA), art millesimes Bar sur Seine, Landreville, Barjol (F)
- 2005 Vincennes, MAC 2000 Paris (F), Galerie La Louve Loftemont (B)
- 2006 Les recontres d’Arles, Arles, MAC 2000 Paris (F), Karlsruhe (D)
- 2007 Visite-art in Karlsruhe, Straubing (D)